# Lakeland (Florida)
Lakeland város az USA Florida államában, Polk megyében. Lakosainak száma 112 641 fő (2020. április 1.).

## Népesség
A település népességének változása:
| Lakosok száma | 97 422 | 100 710 | 112 641 |
|               | 2010   | 2013    | 2020    |